# Keishi Kusumi
Keishi Kusumi (født 25. juli 1994) er en japansk fodboldspiller.
Han har spillet for flere forskellige klubber i sin karriere, herunder Tokyo Verdy.